# Hermann Gießelmann
Georg Karl Heinrich Hermann Gießelmann (* 12. September 1838 in Arolsen; † 2. Juli 1923 in Düsseldorf) war ein deutscher Verwaltungsbeamter und Politiker.
Gießelmann war der Sohn des Magazinknechts Friedrich Gießelmann und dessen Ehefrau Luise geborene Ramm. Er heiratete am 10. Mai 1863 in Helsen Karoline Friederike Henriette Himmelmann. Gießelmann wurde 1857 Hilfsarbeiter bei der Katasterkommission in Arolsen und zum 1. März 1861 Gerichtsschreiber beim Kreisgericht Nieder-Wildungen. Zum 1. Oktober 1861 wurde er Kreisschreiber in Korbach und 1884 Kreisrentmeister des Kreises der Eder in Nieder-Wildungen. 1906 erhielt er den Titel eines Rechnungsrates und 1911 wurde er pensioniert.
1887 bis 1905 gehörte er dem Landtag des Fürstentums Waldeck-Pyrmont für den Wahlkreis des Kreises der Eder an.